# Asplenium bianthemum
Asplenium bianthemum là một loài dương xỉ trong họ Aspleniaceae. Loài này được Gilbert mô tả khoa học đầu tiên năm 1897.
Danh pháp khoa học của loài này chưa được làm sáng tỏ. 